# 수용체 티로신 키네이스
수용체 티로신 키네이스(영어: receptor tyrosine kinase, RTK)는 많은 폴리펩타이드 성장인자, 사이토카인 및 호르몬에 대한 높은 친화성을 가지고 있는 세포 표면 수용체이다. 수용체 단백질 티로신 키네이스(영어: receptor protein-tyrosine kinase)라고도 한다. 사람의 유전체에서 확인된 90가지의 고유한 티로신 키네이스 유전자 중 58가지가 수용체 티로신 키네이스 단백질을 암호화하고 있다. 수용체 티로신 키네이스는 정상적인 세포 과정의 주요 조절자일 뿐만 아니라, 많은 유형의 암의 발병과 진행에 중요한 역할을 하는 것으로 나타났다. 수용체 티로신 키네이스의 돌연변이는 단백질 발현에 수많은 영향을 미치는 일련의 신호전달 캐스케이드를 활성화시킨다. 수용체는 일반적으로 이량체화와 기질 제시에 의해 활성화된다.

## 같이 보기
- 티로신 키네이스
- 인슐린 수용체
- 효소 연결 수용체
- 티로신 키네이스 저해제
- Bcr-Abl 티로신 키네이스 저해제